# Les Marseillais vs le Reste du monde
Ne doit pas être confondu avec Les Marseillais ou Objectif : Reste du Monde.
 (novembre 2020).
 (juillet 2021).
 (novembre 2020).
Les Marseillais vs le Reste du monde, puis Le Cross : Les Marseillais vs le Reste du monde vs les Motivés, est une émission de téléréalité française diffusée du 22 août 2016 au 10 février 2023 sur W9. 
Elle est produite par la société de production Banijay Production France et présentée par Catalia Rasami depuis 2019.

## Synopsis
Après l'émission Les Ch'tis vs Les Marseillais en 2014 et 2015, qui avait pour objectif l'affrontement de ces deux équipes, la production décide de réunir l'équipe des Marseillais face à l'équipe du Reste du Monde. Elle fut constituée de candidats d'autres émissions de télé-réalité (essentiellement de W9).
Pour remporter la coupe en fin de saison, chaque équipe (les Marseillais vs le Reste du Monde) devait accumuler des points. Chaque semaine eurent lieu des « battles ». Elles permirent à deux membres de chaque « famille » de remporter entre 500 et 1 000 points. Des épreuves collectives eurent lieu et réunirent chaque équipe entièrement, pour défier l'équipe adverse. Les gagnants ajoutèrent un nouveau membre à leur équipe. Chaque fin de semaine, un décompte des points gagnés fut réalisé. L'équipe ayant gagné le moins de points dû voter pour éliminer un de ses membres.[réf. souhaitée]

## Liste des saisons

### Saison 1
Une première saison fut confirmée pour 2016. Elle fut tournée à Palma de Majorque et diffusée du 22 août au 11 novembre 2016.
Cette année-là, Les Marseillais et Les Ch'tis unirent leurs forces pour affronter une nouvelle famille : celle du Reste du Monde.
Le casting était composé de 15 membres chez les Marseillais-Ch'tis et chez le Reste du monde. Les candidats de départ furent pour Les Marseillais et les Ch'tis : Julien, Jessica, Kevin, Hillary, Vincent et Carla. Pour le Reste du Monde, ce furent : Nikola, Milla, Gabano, Fidji, Manon et Florian.

#### Famille Marseillais et Ch'tis
- Adixia Romaniello (Les Ch'tis 5 et 6 / Les Marseillais 3 à 5)
- Julien Tanti (Les Marseillais 1 à 5)
- Jessica Thivenin (Les Marseillais 3 à 5)
- Hillary Vanderosieren (Les Ch'tis 3 à 6)
- Paga Neuron (Les Marseillais 1 à 5)
- Kevin Guedj (Les Marseillais 4 et 5)
- Vincent Shogun (Les Ch'tis 1 à 6)
- Stéphanie Durant (Les Marseillais 1 à 5)
- Kim Glow (Les Marseillais 2 à 5)
- Tressia Bertin (Les Ch'tis 3 à 6)
- Carla Moreau (Les Marseillais 5)
- Antonin Portal (Les Marseillais 1 à 5)
- Gaëlle Petit (Les Ch'tis 1 à 6)
- Rémi Notta (Les Marseillais 5)
- Montaine Mounet (Les Marseillais 5)

#### Famille Reste du Monde
- Nikola Lozina (Les Princes de l'amour 3)
- Milla Jasmine (Les Anges 8)
- Gabano Manenc (Les Princes de l'amour 4)
- Manon Marsault (L'Île des Vérités 3 / Les Apprentis Aventuriers 1)
- Nadège Lacroix ( Secret Story 6 et Les Anges 8)
- Virgil Tayoum (Anonyme)
- Aurélie Dotremont (Les Anges 5)
- Julia Paredes (Friends Trip 1 et 2 / Les Anges 7)
- Fidji Ruiz (Friends Trip 1 et 2)
- Nicolas Scandale (Les Anges 8)
- Oxanna Limousin (Les Princes de l’amour 2)
- Florian Roche (Garde à vous)
- Karisma Flageul (Friends Trip 2)
- Ali Suna (Secret Story 9)
- Alia Chergui (Secret Story 9)

### Saison 2
Une deuxième saison fut confirmée pour 2017. Elle fut tournée à Marbella du 11 juin 2017 au 22 juillet 2017 et diffusée du 4 septembre au 1er décembre 2017.
Cette année, contrairement aux saisons précédentes, Les Ch'tis ne furent pas de la compétition, sauf Adixia et Hillary. Elles furent partie de la famille des Marseillais. Les Marseillais seuls dûrent faire face au Reste du Monde.
Le casting fut composé de 15 membres chez les Marseillais ainsi que chez le Reste du monde. Les candidats de départ pour Les Marseillais furent : Adixia, Julien, Jessica, Kevin, Matthieu et Montaine. Pour le Reste du Monde, ce furent : Nikola, Fidji, Gabano, Maddy, Anthony et Martika.
L'audience moyenne de cette saison fut de 784 000 téléspectateurs, soit 3,3 de PDM[Quoi ?]. Cette audience était en baisse par rapport à la saison précédente, mais il faut noter que l'audience atteint les 900 000 téléspectateurs avec le replay, donc un très bon score pour le programme.

#### Famille Marseillais
- Julien Tanti (Les Marseillais 1 à 6)
- Jessica Thivenin (Les Marseillais 3 à 6)
- Adixia Romaniello (Les Marseillais 3 à 6)
- Kevin Guedj ( Les Marseillais 4 à 6)
- Montaine Mounet (Les Marseillais 5 et 6)
- Matthieu Lacroix (Les Marseillais 6)
- Manon Rey Vandoorsselaere (Les Marseillais 6)
- Carla Moreau ( Les Marseillais 5 et 6)
- Thibault Garcia (Les Marseillais 1 et 2)
- Jessica Errero "Jessy" (Les Marseillais 6)
- Paga Neuron ( Les Marseillais 1 à 6)
- Hillary Vanderosieren (Les Ch'tis 3 à 6)
- Stéphanie Durant Les Marseillais 1 à 6)
- Rémi Notta ( Les Marseillais 5)
- Liam Di Benedetto (Les Marseillais 6)

#### Famille Reste du Monde
- Nikola Lozina (Saison 1)
- Milla Jasmine (Saison 1)
- Gabano Manenc (Saison 1)
- Manon Marsault (Saison 1)
- Maddy Burciaga (La Villa des cœurs brisés 2)
- Anthony Mateo ( Les Anges 9)
- Valentin Léonard (Les Apprentis Aventuriers 1)
- Martika Caringella (La Villa des cœurs brisés 1 et 2)
- Fidji Ruiz (Saison 1)
- Darko Bozovic (Secret Story 10)
- Haneia Maurer ( Les Anges 9)
- Julien Guirado (La Villa des cœurs brisés 2)
- Virgil Tayoum (Saison 1)
- Anthony Liricos (Les Princes de l'amour 2)
- Jéléna Dukic (La Revanche des Ex)

### Saison 3
Une troisième saison fut annoncée pour 2018. Elle fut tournée à Marbella du 18 juin 2018 au 18 juillet 2018, soit 4 semaines et demi, un peu plus court qu’habituellement. Elle fut diffusée du 3 septembre au 30 novembre 2018. 
Cette fois-ci, les Marseillais affrontèrent seuls le Reste du Monde, puisqu'aucun Ch'tis ne participait à la compétition. Comme chaque année, cette édition fut présentée par David Lantin.
Cette année, le casting fut composé de 11 membres pour les Marseillais et de 13 membres pour le Reste du monde. Les six candidats de départ dans la famille des Marseillais furent : Julien, Jessica, Kevin, Benjamin, Maeva et Julia. Pour la famille du Reste du Monde, les six membres de départ furent : Nikola, Julien Bert, Dylan, Fidji, Coralie et Laura.
L'audience moyenne de cette saison était de 637 000 téléspectateurs, soit 2,9 de PDM. Elle fut de nouveau en baisse par rapport à la saison précédente.

#### Famille Marseillais
- Julien Tanti (Saisons 1 et 2)
- Jessica Thivenin (Saisons 1 et 2)
- Kevin Guedj (Saisons 1 et 2)
- Carla Moreau (Saisons 1 et 2)
- Benjamin Samat (Les Marseillais 3 et 7)
- Maeva Ghennam ( Les Marseillais 7)
- Thibault Garcia (Les Marseillais 1, 2 et 7)
- Paga Neuron (Saisons 1 et 2)
- Julia Morgante (Les Marseillais 7)
- Jeremy Granier (Les Marseillais 7)
- Manon Marsault (Saisons 1 et 2)
- Camille Froment (Les Marseillais 7)

#### Famille Reste du Monde
- Nikola Lozina (Saisons 1 et 2)
- Oxanna Limousin (Saison 1)
- Anthony Mateo (Saison 2)
- Julien Guirado (Saison 2)
- Martika Caringella (Saison 2)
- Julien Bert (Les Anges 6 et 9)
- Coralie Porrovecchio (Les Anges 8)
- Laura Lempika (Secret Story 11)
- Alix Desmoineaux(La Villa des cœurs brisés 4)
- Stéphanie Clerbois (La Villa des cœurs brisés 3)
- Elsa Dasc (Les Apprentis Aventuriers 2)
- Fidji Ruiz ( Friends Trip 2)
- Dylan Thiry (Koh-Lanta : Cambodge)

### Saison 4
Une quatrième saison fut confirmée pour la rentrée 2019. Elle fut tournée à Olhão du 17 juin 2019 au 6 juillet 2019, puis à Faro du 15 juillet 2019 au 22 juillet 2019. Cette nouvelle saison fut diffusée du 2 septembre au 29 novembre 2019 sur W9.
Pour la deuxième saison consécutive, aucun Ch'tis ne participa à la compétition. Les Marseillais affrontèrent le Reste du Monde. Cette année, la présentation fut faite par Catalia Rasami (bookeuse de la saison des Marseillais Asian Tour).
Le casting fut composé de 11 membres chez Les Marseillais et de 14 membres chez le Reste du Monde. Les six candidats de départ dans la famille des Marseillais furent : Julien, Paga, Nacca, Carla, Ness et Maeva. Pour la famille du Reste du Monde, les six membres de départ furent : Nikola Lozina, Anthony Alcaraz, Sébastien Dubois, Milla Jasmine, Nathanya Sion et Anissa Rieu Mailhol. Mujdat Saglam arrivera pendant cette aventure, mais ne participera pas à la compétition.

#### Famille Marseillais
- Carla Moreau (Saisons 1, 2 et 3)
- Julien Tanti (Saisons 1, 2 et 3)
- Manon Marsault (Saisons 1, 2 et 3)
- Paga Neuron (Saisons 1, 2 et 3)
- Benjamin Samat (Saison 3)
- Kevin Guedj (Saisons 1, 2 et 3)
- Maeva Ghennam (Saison 3)
- Gregory Yeghiazarian (Les Marseillais 8)
- Anthony Nacca (Les Marseillais 8)
- Jessica Noris "Ness" (Les Marseillais 8)
- Camille Froment (Saison 3)

#### Famille Reste du Monde
- Nikola Lozina (Saisons 1, 2 et 3)
- Laura Lempika (Saison 3)
- Milla Jasmine (Saisons 1 et 2)
- Nathanya Sion (Les Anges 11)
- Illan Castronovo (La Villa des cœurs brisés 4)
- Alix Desmoineaux (Saison 3)
- Sebastien Dubois (Les Princes de l'amour 5 et 6)
- Mélanie Orlenko (L’Île de la Tentation 9)
- Hilona Gos (10 Couples Parfaits 2)
- Anthony Alcaraz (Les Anges 9)
- Julien Guirado (Saisons 2 et 3)
- Jonathan Matijas (La Villa des cœurs brisés 3)
- Dita Istrefi (Les Princes de l'amour 6)
- Anissa Rieu Mailhol (L'Île de la Tentation 9
- Mujdat Saglam (Anonyme)

### Saison 5
Une cinquième saison fut annoncée pour la rentrée 2020. Elle fut tournée à Fréjus, sur le Domaine des Oliviers de L'Esterel (CR 501), du 1er juillet 2020 au 29 juillet 2020. Cette saison fut diffusée du 31 août au 27 novembre 2020 sur W9.
Pour la troisième saison consécutive, aucun Ch'tis ne participa à la compétition. Les Marseillais furent seuls face au Reste du Monde. Comme la saison précédente, Catalia Rasami fut la présentatrice.
Le casting fut de 13 membres chez Les Marseillais et de 14 chez le Reste du Monde. Les 6 candidats de départ dans la famille des Marseillais furent : Julien, Jessica, Carla, Greg, Victoria et Benjamin. Dans la famille du Reste du Monde, les 6 membres de départ furent : Nikola Lozina, Marine El Himer, Milla Jasmine, Angèle Salentino, Marvin Anthony et Antoine Goretti.  

#### Famille Marseillais
- Julien Tanti (Saisons 1, 2, 3 et 4)
- Jessica Thivenin (Saisons 1, 2 et 3)
- Benjamin Samat (Saisons 3 et 4)
- Kevin Guedj (Saisons 1, 2, 3 et 4)
- Carla Moreau (Saisons 1, 2, 3 et 4)
- Thibault Garcia (Saisons 2 & 3)
- Manon Marsault (Saisons 1, 2, 3 et 4)
- Paga Neuron (Saisons 1, 2, 3 et 4)
- Maeva Ghennam (Saisons 3 et 4)
- Gregory Yeghiazarian (Saison 4)
- Océane El Himer (Les Marseillais 9)
- Victoria Mehault (Les Marseillais 9)
- Anthony Nacca (Saison 4)
- Eloïse Appelle (Les Marseillais 9)

#### Famille Reste du Monde
- Nikola Lozina (Saisons 1, 2, 3 et 4)
- Milla Jasmine (Saisons 1, 2 et 4)
- Marine El Himer (Les Princes de l'amour 5 et 7)
- Ricardo Pinto (Les Anges 8)
- Nehuda Jérôme (Les Anges 8)
- Mélanie Da Cruz (Secret Story 9)
- Marvin Agoh Anthony (Love Island France)
- Illan Castronovo (Saison 4)
- Laura Lempika (Saisons 3 et 4)
- Charlotte Bobb (Les Princes de l’amour 7)
- Angèle Salentino (Love Island France)
- Kevin Zampa (L'Île de la Tentation 9)
- Antoine Goretti (La Villa des cœurs brisés 5)
- Inès Sberro (Les Princes de l'amour 7)
- Mujdat Saglam (Saison 4)

### Saison 6
Une sixième saison fut tournée du 24 juin 2021 au 22 juillet 2021, dans la même villa que la saison 5 à Fréjus, et diffusée du 30 août au 26 novembre 2021 sur W9,.
Les sept candidats de départ du côté des Marseillais furent : Julien Tanti, Paga Neuron, Océane El Himer, Maeva Ghennam, Laura Marra, Thibault Garcia et Florent André. Du côté de la famille du Reste du Monde, les huit membres de départ furent : Nikola Lozina, Milla Jasmine, Luna Skye, Simon Castaldi, Mélanie Orlenko, Tristan Maurisse et Mathieu Orsolani[pas clair],,.

#### Famille Marseillais
- Julien Tanti (Saisons 1, 2, 3, 4 et 5)
- Manon Marsault (Saisons 1, 2, 3, 4 et 5)
- Maeva Ghennam (Saisons 3, 4 et 5)
- Grégory Yeghiazarian (Saisons 4 et 5)
- Thibault Garcia (Saisons 3 et 5)
- Océane El Himer (Saison 5)
- Benjamin Samat (Saisons 3, 4 et 5)
- Maddy Burciaga (Saison 2)
- Paga Neuron (Saisons 1, 2, 3, 4 et 5)
- Victoria Mehault (Saison 5)
- Florent André (Les Marseillais 10)
- Laura Marra (Les Marseillais 10)
- Jessica Thivenin (Saisons 1, 2, 3 et 5)

#### Famille Reste du Monde
- Adixia Romaniello (Saison 1 et 2)
- Nikola Lozina (Saisons 1, 2, 3, 4 et 5)
- Marine El Himer (Saison 5)
- Laura Lempika (Saisons 3, 4 et 5)
- Milla Jasmine (Saisons 1, 2, 4 et 5)
- Julien Bert (Saison 3)
- Bastien Grimal "Bastos" (Objectif : Reste du Monde)
- Hilona Gos (Saison 4)
- Tristan Maurisse (La Villa des cœurs brisés 6)
- Simon Castaldi (Objectif : Reste du Monde)
- Giuseppa Ciurleo (Objectif : Reste du Monde)
- Mélanie Orlenko (Saison 4)
- Jonathan Germain (Les Vacances des Anges 4)
- Luna Skye (Les Marseillais 10)
- Mathieu Orsolani (Koh-Lanta : Les 4 Terres)

### Saison 7
La septième saison fut tournée à Marrakech au Maroc. Elle fut diffusée du 14 novembre 2022 au 10 février 2023 sur W9. Pour cette dernière saison, une troisième famille rejoint la compétition, composée uniquement de candidats nordistes, avec pour chef de famille Christopher Via Putje, ancien candidat emblématique des Ch'tis. 

#### Famille des Marseillais
- Julien Tanti (Saisons 1, 2, 3, 4, 5 et 6)
- Océane El Himer (Saisons 5 et 6)
- Gregory Yeghiazarian (Saisons 4, 5 et 6)
- Victoria Mehault (Saisons 5 et 6)
- Andy Andreyassian (Les Marseillais 11)
- Maeva Ghennam (Saisons 3, 4, 5 et 6)
- Noré Abdelali (Les Cinquante 1)
- Kamila Tir-Abdelali (Les Cinquante 1)
- Ambre Abadia (Les Marseillais 11)

#### Famille du Reste du Monde
- Nikola Lozina (Saisons 1, 2, 3, 4, 5 et 6)
- Clarysse Pereira (Le Reste du Monde 2)
- Alan Bronciac (Le Reste du Monde 2)
- Kayla Kula (Les Cinquante 1)
- Nicolo Federico Ferrari (Le Reste du Monde 2)
- Vivian Grimigni (Les Cinquante 1)
- Marwa Merazka (Le Reste du Monde 2)
- Neverly Paris (Les Cinquante 1)

#### Famille des Motivés
- Christopher Via Putje (Les Ch‘tis 1, 2, 3 et 5)
- Célia Heems (Anonyme)
- Nicolas Couteau (Anonyme)
- Eva Bedele (Anonyme)
- Michel Desmidt (Anonyme)
- Coline Heems (Anonyme)
- Yohan Barras (Anonyme)
- Elisa "Aya" Wanvurt (Anonyme)

## Candidats récurrents
| Participant(e)s              | Saisons                        | Saisons                        | Saisons                        | Saisons                        | Saisons                        | Saisons                        | Saisons                        |
| Participant(e)s              | 1                              | 2                              | 3                              | 4                              | 5                              | 6                              | 7                              |
| Les Marseillais & Les Ch'tis | Les Marseillais & Les Ch'tis   | Les Marseillais & Les Ch'tis   | Les Marseillais & Les Ch'tis   | Les Marseillais & Les Ch'tis   | Les Marseillais & Les Ch'tis   | Les Marseillais & Les Ch'tis   | Les Marseillais & Les Ch'tis   |
| ---------------------------- | ------------------------------ | ------------------------------ | ------------------------------ | ------------------------------ | ------------------------------ | ------------------------------ | ------------------------------ |
| Julien Tanti                 | Participant à la/aux saison(s) | Participant à la/aux saison(s) | Participant à la/aux saison(s) | Participant à la/aux saison(s) | Participant à la/aux saison(s) | Participant à la/aux saison(s) | Participant à la/aux saison(s) |
| Adixia Romaniello            | [ 13 ]                         | [ 13 ]                         |                                |                                |                                | [ 14 ]                         |                                |
| Anthony "Paga" Pagini        | Participant à la/aux saison(s) | Participant à la/aux saison(s) | Participant à la/aux saison(s) | Participant à la/aux saison(s) | Participant à la/aux saison(s) | Participant à la/aux saison(s) |                                |
| Jessica Thivenin             | Participant à la/aux saison(s) | Participant à la/aux saison(s) | Participant à la/aux saison(s) |                                | Participant à la/aux saison(s) | Participant à la/aux saison(s) |                                |
| Hillary Vanderosieren        | [ 15 ]                         | [ 15 ]                         |                                |                                |                                |                                |                                |
| Kevin Guedj                  | Participant à la/aux saison(s) | Participant à la/aux saison(s) | Participant à la/aux saison(s) | Participant à la/aux saison(s) | Participant à la/aux saison(s) |                                |                                |
| Carla Moreau                 | Participant à la/aux saison(s) | Participant à la/aux saison(s) | Participant à la/aux saison(s) | Participant à la/aux saison(s) | Participant à la/aux saison(s) |                                |                                |
| Stéphanie Durant             | Participant à la/aux saison(s) | Participant à la/aux saison(s) |                                |                                |                                |                                |                                |
| Montaine Mounet              | Participant à la/aux saison(s) | Participant à la/aux saison(s) |                                |                                |                                |                                |                                |
| Rémi Notta                   | Participant à la/aux saison(s) | Participant à la/aux saison(s) |                                |                                |                                |                                |                                |
| Manon Tanti                  | [ 16 ]                         | [ 16 ]                         | Participant à la/aux saison(s) | Participant à la/aux saison(s) | Participant à la/aux saison(s) | Participant à la/aux saison(s) |                                |
| Maddy Burciaga               |                                | [ 17 ]                         |                                |                                |                                | Participant à la/aux saison(s) |                                |
| Thibault Garcia              |                                | Participant à la/aux saison(s) | Participant à la/aux saison(s) |                                | Participant à la/aux saison(s) | Participant à la/aux saison(s) |                                |
| Benjamin Samat               |                                |                                | Participant à la/aux saison(s) | Participant à la/aux saison(s) | Participant à la/aux saison(s) | Participant à la/aux saison(s) |                                |
| Maeva Ghennam                |                                |                                | Participant à la/aux saison(s) | Participant à la/aux saison(s) | Participant à la/aux saison(s) | Participant à la/aux saison(s) | Participant à la/aux saison(s) |
| Camille Froment              |                                |                                | Participant à la/aux saison(s) | Participant à la/aux saison(s) |                                |                                |                                |
| Grégory "Greg" Yeghiazarian  |                                |                                |                                | Participant à la/aux saison(s) | Participant à la/aux saison(s) | Participant à la/aux saison(s) | Participant à la/aux saison(s) |
| Anthony "Nacca" Naccarato    |                                |                                |                                | Participant à la/aux saison(s) | Participant à la/aux saison(s) |                                |                                |
| Océane El Himer              |                                |                                |                                |                                | Participant à la/aux saison(s) | Participant à la/aux saison(s) | Participant à la/aux saison(s) |
| Victoria Mehault             |                                |                                |                                |                                | Participant à la/aux saison(s) | Participant à la/aux saison(s) | Participant à la/aux saison(s) |
| Le Reste du Monde            |                                |                                |                                |                                |                                |                                |                                |
| Nikola Lozina                | Participant à la/aux saison(s) | Participant à la/aux saison(s) | Participant à la/aux saison(s) | Participant à la/aux saison(s) | Participant à la/aux saison(s) | Participant à la/aux saison(s) | Participant à la/aux saison(s) |
| Milla Jasmine                | Participant à la/aux saison(s) | Participant à la/aux saison(s) |                                | Participant à la/aux saison(s) | Participant à la/aux saison(s) | Participant à la/aux saison(s) |                                |
| Marine El Himer              |                                |                                |                                |                                | Participant à la/aux saison(s) | Participant à la/aux saison(s) |                                |
| Gabano Manenc                | Participant à la/aux saison(s) | Participant à la/aux saison(s) |                                |                                |                                |                                |                                |
| Fidji Ruiz                   | Participant à la/aux saison(s) | Participant à la/aux saison(s) | Participant à la/aux saison(s) |                                |                                |                                |                                |
| Virgil Tayoum                | Participant à la/aux saison(s) | Participant à la/aux saison(s) |                                |                                |                                |                                |                                |
| Oxanna Limousin              | Participant à la/aux saison(s) |                                | Participant à la/aux saison(s) |                                |                                |                                |                                |
| Anthony "Antho" Mateo        |                                | Participant à la/aux saison(s) | Participant à la/aux saison(s) |                                |                                |                                |                                |
| Julien Guirado               |                                | Participant à la/aux saison(s) | Participant à la/aux saison(s) | Participant à la/aux saison(s) |                                |                                |                                |
| Martika Caringella           |                                | Participant à la/aux saison(s) | Participant à la/aux saison(s) |                                |                                |                                |                                |
| Julien Bert                  |                                |                                | Participant à la/aux saison(s) |                                |                                | Participant à la/aux saison(s) |                                |
| Laura Lempika                |                                |                                | Participant à la/aux saison(s) | Participant à la/aux saison(s) | Participant à la/aux saison(s) | Participant à la/aux saison(s) |                                |
| Alix Desmoineaux             |                                |                                |                                | Participant à la/aux saison(s) | Participant à la/aux saison(s) |                                |                                |
| Illan Castronovo             |                                |                                |                                | Participant à la/aux saison(s) | Participant à la/aux saison(s) |                                |                                |
| Hilona Gos                   |                                |                                |                                | Participant à la/aux saison(s) |                                | Participant à la/aux saison(s) |                                |
| Mélanie Orlenko              |                                |                                |                                | Participant à la/aux saison(s) |                                | Participant à la/aux saison(s) |                                |
| Mujdat Saglam                |                                |                                |                                | Participant à la/aux saison(s) | Participant à la/aux saison(s) |                                |                                |

## Audiences
| Saison | Nombre d'épisodes | Diffusion en France | Diffusion en France | Audience (en téléspectateurs et PDM) | Audience (en téléspectateurs et PDM) | Audience (en téléspectateurs et PDM) | Références         |
| Saison | Nombre d'épisodes | Début de saison     | Fin de saison       | Première émission                    | Dernière émission                    | Moyenne saison                       | Références         |
| ------ | ----------------- | ------------------- | ------------------- | ------------------------------------ | ------------------------------------ | ------------------------------------ | ------------------ |
| 1      | 61                | 22 août 2016        | 11 novembre 2016    | 473 000 (2,9 %)                      | 841 000 (3,8 %)                      | 930 000 (4,2 %)                      | ,                  |
| 2      | 66                | 4 septembre 2017    | 1er décembre 2017   | 775 000 (3,3 %)                      | 938 000 (4,2 %)                      | 754 000 (3,3 %)                      | ,                  |
| 3      | 66                | 3 septembre 2018    | 30 novembre 2018    | 622 000 (3 %)                        | 700 000 (3,2 %)                      | 637 000 (2,9 %)                      | [réf. nécessaire]  |
| 4      | 66                | 2 septembre 2019    | 29 novembre 2019    | 411 000 (2,5 %)                      | 570 000 (2,8 %)                      | 707 000 (3,2 %)                      | [réf. nécessaire], |
| 5      | 66                | 31 août 2020        | 27 novembre 2020    | 578 000 (3 %)                        | 855 000 (3,4 %)                      | 776 000 (3,2 %)                      | [réf. nécessaire]  |
| 6      | 66                | 30 août 2021        | 26 novembre 2021    | 707 000 (3,1 %)                      | 784 000 (3,4 %)                      | 580 000 (2,7 %)                      | ,                  |
| 7      | 66                | 14 novembre 2022    | 10 février 2023     | 539 000 (2,3 %)                      | 335 000 (1,7 %)                      | 392 000 (1,8 %)                      | ,                  |

### Audiences
1. ↑  « Audiences : Bilan en baisse pour la saison 3 des "Marseillais vs le reste du monde" », sur ozap.com (consulté le 1er décembre 2018).
2. ↑  Benoit Daragon, « Audiences access : France 3 devant TF1, record historique pour "Chasseurs d'appart'", petit retour des "Ch'tis" », sur ozap.com (consulté le 23 août 2016).
3. ↑  Benjamin Meffre, « Audiences access : Le "19/20" leader devant "Bienvenue à l'hôtel", "28 minutes" en forme », sur ozap.com (consulté le 12 novembre 2016).
4. ↑  Benjamin Meffre, « Audiences : Bon bilan pour "Les Marseillais et les Ch'tis vs. le reste du monde" sur W9 », sur ozap.com (consulté le 12 novembre 2016).
5. ↑  Benjamin Meffre, « Audiences access : Nagui leader, le soap de TF1 au plus bas, "Quotidien" de retour devant TPMP », sur ozap.com (consulté le 5 septembre 2017).
6. ↑  Pierre Dezeraud, « Audiences access : Nagui leader, "TPMP" battu par "Les Marseillais", "Secret Story" au plus bas », sur ozap.com (consulté le 2 décembre 2017).
7. ↑  Pierre Dezeraud, « Audiences : Bon bilan pour "Les Marseillais vs le reste du monde" », sur ozap.com (consulté le 2 décembre 2017).
8. ↑  Christophe Gazzano, « "Les Marseillais vs le reste du monde" : Quel bilan d'audience pour la saison 4 sur W9 ? », sur Puremédias, 30 novembre 2019 (consulté le 31 août 2021).
9. ↑  Christophe Gazzano, « " Audiences : Quel bilan pour la première saison du jeu "Les cinquante" sur W9 ? », sur Puremédias, 12 novembre 2022 (consulté le 5 décembre 2022)
10. ↑  Florian Guadalupe, « Audiences access 20h : Rentrée réussie pour Barthès, Hanouna et Lemoine, bon lancement pour "Les Marseillais vs…" », sur Puremédias, 31 août 2021 (consulté le 31 décembre 2022).
11. ↑  Florian Guadalupe, « Audiences access 20h : Quel score pour le numéro de "TPMP" sur le clash Hanouna-Boyard ? », sur ozap.com (consulté le 5 décembre 2022).
12. ↑  Florian Guadalupe, « Audiences : Quel bilan pour "Le cross" sur W9 », sur Puremédias, 11 février 2023 (consulté le 13 février 2023).